# Луїджі Оссойнак
Луїджі Оссойнак (італ. Luigi Ossoinach, 24 лютого 1899, Рієка — 4 травня 1990, Боргетто-Санто-Спірито) — італійський футболіст, що грав на позиції нападника. Відомий своїми виступами за клуби «Рома» та «Кальярі».

## Кар'єра гравця
Народився у Фіуме (у деяких джерелах помилково вказуються міста Флоренція або Прато 21 грудня 1903), футболом розпочав займатися ще до початку Першої світової війни в місцевій «Олімпії». Також займався іншими видами спорту. Декілька разів спрбував свої сили в легкоатлетичному бігу на 100 та 400 метрів. Виступав у бігу з перешкодами на дистанції 110 метрів.
Продовжував виступати в «Олімпії» (став найкращим бомбардиром в історії клубу: 57 голів у 94-х матчах) до 1926 році, коли команда об'єдналася з «Глорією», внаслідок чого утворилася «Фіумана». У сезоні 1926/27 років виступав у новоствореній команді, відзначився 2-а голами в 11-и матчах, за результативністю поступився лише Родольфо Волку та Марсело Михаличу. Завдяки вдалим виступам прийняв запрошення від однієї з провідних команд країни — «Прато» (на той час ще не існувало Серії A). У цій команді відіграв два сезони, відзначився 8-а голами в 37-и матчах.
Своєю грою за останню команду привернув увагу представників тренерського штабу клубу «Рома», до складу якого приєднався 1929 року. Дебютував за «вовків» у стартовому складі 13 жовтня 1929 року в переможному (9:0) поєдинку проти «Кремонезе», також відзначився хет-триком за нову команду. 
Однак ці голи так і залишилися єдиними для Луїджі у складі «джало-россі», того сезону відіграв 8 матчів, після чого був проданий «Кальярі». У дебютному сезоні в складі «воїнів» був ключовим гравцем, учасник першого матчу плей-оф за право виходу до Серії B проти «Салеренітани». Оссойнак відзначився голом, завдяки чому зрівняв рахунок у матчі (1:1): у матчі відповіді сардинці здобули перемогу (2:1) та путівку до другого дивізіону італійського чемпіонату. Наступного сезону «Кальярі» зберіг своє місце в італійському чемпіонаті, а Луїджі візначився 3-а голами. У футболці сардинського клубу за два сезони відзначився 13-а голами в 45-и матчах.
Завершив професійну ігрову кар'єру у клубі «Фіумана», у складі якого вже виступав раніше. Прийшов до команди 1932 року, захищав її кольори до припинення виступів на професійному рівні у 1933 році (на той момент Луїджі виповнилося 35 років). Відзначився двома голами у 7-и матчах.

## По завершенні кар'єри
Оссойнак не брав участі в Другій світовій війні, у 1947 році переїхав до Турина, знайшов роботу у шведській компанії. У 1951 році переїхав до Швеції, осів у Гетеборзі, де тренував дві скромні команди — «Вармланд» та «Фадіні».
У 1967 році повернувся до Італії, спочатку оселився в Рапалло. Згодом переїхав до Боргетто-Санто-Спірито, де й помер 4 травня 1990 року на 92-му році життя.